# Salon Osiane
Le salon Osiane est un rendez-vous annuel consacré à la technologie et à l'innovation en Afrique centrale qui se tient à Brazzaville en République du Congo depuis 2017 organisé par l'association PRATIC en partenariat avec ARPCE.

## Historique
Le salon Osiane est un rendez-vous annuel majeur consacré à la technologie et à l'innovation en Afrique centrale, organisé depuis 2017 à Brazzaville, en République du Congo. Il est initié par l'Association PRATIC (Promotion Réflexion Analyse des Technologies de l’Information et  de la Communication) en partenariat avec l’Agence de Régulation des Postes et Communications Électroniques (ARPCE) et s'est imposé comme une plateforme d'échanges, de réflexion, d'expositions et de réseautage autour des technologies de l'information et de la communication (TIC) et de l'innovation dans la région,,.
La première édition d'Osiane s'est tenue en avril 2017 et a mis l'accent sur les aspects sécuritaires et financiers de la transformation numérique. Elle a permis de poser les bases d'un dialogue autour de la diversification économique par le numérique.
Du 17 au 19 avril 2018 se tient au Palais des Congrès de Brazzaville la deuxième édition sous le thème « Le développement économique et le défi de l’industrie du futur »,. Cette édition a intégré des activités innovantes comme un hackathon et un programme jeunesse (YouthCom), renforçant ainsi la dimension technique et participative du salon.
En 2019, osiane a abordé les enjeux de la sécurité numérique, de la confiance numérique et de l'économie numérique prospère,. Elle a inclus un Forum Business qui a permis aux entreprises de la sous-région et d'Europe de saisir des opportunités dans l'écosystème digital. Ce salon a aussi mis en avant les problématiques liées à la monnaie électronique, au financement de projets innovants et à la sécurité des systèmes d'information.
En 2020, la quatrième édition du salon Osiane, est dédiée au financement du numérique et de l'innovation en Afrique centrale. Cet événement majeur a réuni des bailleurs de fonds, institutions bancaires, gouvernements, investisseurs et industriels pour une table ronde axée sur la mobilisation des financements privés en faveur des projets numériques à fort impact dans la région. Sous le thème « Co-construisons notre futur », cette édition a insisté sur l’intégration de l’innovation dans les projets de développement pour assurer la pérennité économique et la diversification des économies d’Afrique centrale.
En 2021, la cinquième édition est organisée en mode hybride (présentiel et virtuel) à cause de la persistance de la crise sanitaire de Covid-19. Elle a réuni les acteurs majeurs des secteurs publics et privés du numérique en Afrique centrale. L'accent a été mis sur la transformation digitale des entreprises, la valorisation des compétences digitales et la gestion des enjeux économiques liés aux transactions électroniques et à la sécurité des systèmes d'information,.
En 2022, la sixième édition du salon Osiane s’est tenue du 26 au 30 avril au Palais des Congrès de Brazzaville, sous le thème « Engageons-nous pour les transformations durables ». Organisée tous les ans par l'association PRATIC avec le soutien de l’Agence de régulation des postes et communications électroniques (ARPCE), cette édition a rassemblé des experts du numérique venus d’Afrique, d’Europe et d’ailleurs, ainsi que plusieurs membres du gouvernement congolais et des ministres étrangers, dont Léocadie Ndacayisaba du Burundi et Désiré-cashmir Kolongele Eberande de la République démocratique du Congo.
En 2023, la septième édition du salon international Osiane est baptisée « Kumissa », a mis l’accent sur la promotion des initiatives technologiques en Afrique centrale,. Cette édition a rassemblé des acteurs des télécommunications, de l’internet, de l’art numérique, de la gouvernance, de la sécurité et du financement, offrant un programme riche en conférences, ateliers de formation et expositions. Elle a également lancé le challenge Osiane start-up Bassin du Congo, destiné à encourager les jeunes entreprises innovantes de la région, avec pour objectif de renforcer l’écosystème numérique et de créer des opportunités d’affaires pour la modernisation des pays.
En 2024, la huitième édition, nommée « KOLONGA », s’est tenue du 25 au 29 avril  au palais des congrès à Brazzaville, sous le haut patronage du Premier ministre de la République du Congo, avec pour thème « Innovons pour progresser ». Cette édition a poursuivi la promotion de la tech et de l’innovation africaine, en partenariat avec l’ARPCE et l'association PRATIC.
En 2025, La neuvième édition du salon Osiane s'est tenue du 13 au 16 mai 2025 toujours au palais des congrès de Brazzaville, sous le thème « Transformons nos défis en opportunités »et batisée « BONGWANA ». Elle met en avant les atouts du numérique pour le développement économique. Plusieurs activités sont programmées, notamment une journée dédiée à la jeunesse, un challenge start-up du Bassin du Congo, des conférences sur l’intelligence artificielle, la cybersécurité, le cloud, la fintech, et l’inclusion numérique. La République démocratique du Congo est pays invité d’honneur avec un pavillon dédié pour valoriser ses talents et ses politiques publiques numériques. 